# 別れましょう私から消えましょうあなたから
『別れましょう私から消えましょうあなたから』(わか-わたし-き)は、大黒摩季の4thシングル。CDコードはBGDH-1029。

## 概要
自身で一番長いタイトル。同時期に同じビーイングからB'z「愛のままにわがままに 僕は君だけを傷つけない」、WANDS「愛を語るより口づけをかわそう」DEEN「このまま君だけを奪い去りたい」など、タイトルの長い曲がヒットチャートを席巻した。
シングルチャートTOP10内に6週間ランクイン。累計では66.7万枚を記録した（オリコン調べ）。
2008年にリリースされた、甲斐よしひろの4枚目のカバー・アルバム「TEN STORIES 2」にてカバーされた。

## 収録曲
1. 別れましょう私から消えましょうあなたから
作詞・作曲：大黒摩季　編曲：葉山たけし
テレビ朝日系ネオ・ドラマ主題歌
サックスでDIMENSIONの勝田一樹が参加している。
歌詞は自身の失恋の経験が元になっている。
2. 子供の国へ
作詞・作曲：大黒摩季　編曲：葉山たけし
長らくアルバム未収録だったが、ファンの人気投票で収録曲を決定したセルフカバーベスト「LUXURY 22-24pm」にセルフカバー音源が収録された。
本作収録のオリジナル音源は後に、オールタイム・ベストアルバム『Greatest Hits 1991-2016 〜All Singles +〜』に初めて収録された。ピアノでDIMENSIONの小野塚晃、コーラスで古川真一が参加している。
3. 別れましょう私から消えましょうあなたから （オリジナル・カラオケ）

## 参加ミュージシャン
- 勝田一樹 (DIMENSION) - サックス (#1)
- 小野塚晃 (DIMENSION) - ピアノ (#2)
- 古川真一 - コーラス (#2)
- 大黒摩季 - コーラス (#1)
- 葉山たけし - All Other Instruments

## 収録アルバム
- U.Be Love (#1)
- BACK BEATs #1 (#1)

スティーヴ・ペックによるミックスが施されたニューミックスバージョン。
- MAKI OHGURO BEST OF BEST〜All Singles Collection〜 (#1)
- LIVE BEST CONTAINS 16 BEST LIVE TRACKs!! (#1, Live Version)
- LOST IN LOVE (#1)
- complete of 大黒摩季 at the BEING studio
- weep 〜maki ohguro The Best Ballads Collection〜 (#1, TOKU "Jazzy Violet"ver.)

TOKUの編曲により、ジャズ調にアレンジされたリメイクバージョン。
- LUXURY 22-24pm (#2)

河野圭の編曲によるセルフカバーバージョン。
- Greatest Hits 1991-2016 〜All Singles +〜 (#1, #2)
- LUXURY 22-24pm & 4you (#2)

セルフカバーバージョン。
- BACK BEATs ＃30th Anniversary -SPARKLE-

## カバー
- 甲斐よしひろ（2008年、アルバム『TEN STORIES 2』収録）